# University of Nottingham Ningbo China
Die Universität Nottingham Ningbo China (UNNC), auch bekannt als Universität Nottingham – Ningbo, ist eine chinesisch-britische kooperative Universität in Ningbo, China. Als unabhängige juristische Person ist die UNNC gemeinsames Eigentum der in Zhejiang ansässigen Wanli Education Group und der im Vereinigten Königreich ansässigen University of Nottingham. Obwohl das chinesische Bildungsministerium (MoE) vorschreibt, dass die UNNC nicht als Satellitencampus der University of Nottingham im Vereinigten Königreich fungieren soll, wird sie von der Mutterinstitution faktisch als solcher betrachtet. Der Lehrplan der Universität wird auf Englisch gehalten und folgt dem Standard des britischen Bildungssystems. Die Studenten der Universität erwerben hierbei einen britischen Abschluss in China. Unter den wissenschaftlichen Mitarbeitenden der Universität befinden sich mehrere „Top 2% Scientist“ welche durch ein Ranking von Elsevier und der Stanford University ermittel wurden.

## Geschichte
Die UNNC wurde 2004 gegründet und war die erste chinesisch-ausländische Universität, die mit Zustimmung des chinesischen Bildungsministeriums ihre Tore öffnete. Die UNNC hat eine Studentenschaft von über 8000 und beschäftigt rund 900 Mitarbeiter. Die Universität bietet eine Vielzahl von Bachelor- und Postgraduiertenprogrammen hauptsächlich in den Bereichen Kunst- und Geisteswissenschaften, Sozialwissenschaften, Naturwissenschaften und Ingenieurwissenschaften an.
Folgende akademische Abschlüsse können erworben werden:
Undergraduate: B.Sc. (Hons), B.Eng. (Hons), B.A. (Hons)
Postgraduate: M.A., M.Sc., M.Res., PhD

## Partnerinstitutionen
Die Universität unterhält Beziehungen zu 132 Partneruniversitäten im Ausland:
- University of British Columbia (Kanada)
- Universität Kopenhagen (Dänemark)
- NEOMA Business School (Frankreich)
- EBS Universität für Wirtschaft und Recht (Deutschland)
- Technische Universität München (Deutschland)
- Trinity College Dublin (Irland)
- Bocconi Universität (Italien)
- University of Edinburgh (England)
- University of Essex (England)
- University of Birmingham (England)
- University of Oxford, St Antony’s College (England)